# Shanlin
Shanlin (chinesisch 杉林區, Pinyin Shānlín Qū) ist ein Stadtbezirk von Kaohsiung in der Republik China (Taiwan).

## Ortsbeschreibung
Shanlin liegt im Nordosten des Stadtgebiets von Kaohsiung und grenzt an das Stadtgebiet von Tainan. Die benachbarten Stadtbezirke sind Jiaxian im Norden, Liugui im Osten, Meinong im Süden und Südosten, Qishan und Neimen, sowie über einen kurzen Abschnitt der Tainaner Stadtbezirk Nanhua im Westen.
Der kleine Fluss Nanzixian (楠梓仙溪,  Nánzǐxiān Xī) oder Qishan (旗山溪,  Qíshān Xī) durchfließt Shanlin von Norden nach Süden und bildet im südlichen Abschnitt über etwa 7 km die Grenze zum benachbarten Bezirk Qishan.

## Geschichte
Während der Qing-Zeit trug der Ort den Namen Nanzixian (楠梓仙,  Nánzǐxiān). Im Jahr 1901, sechs Jahre nach der Annexion Taiwans durch Japan, erhielt er den Namen Shanlin (杉林, japan. Sugibayashi, ‚Tannenwald‘). Ab 1920 war Shanlin ein ‚Dorf‘ (庄,  Zhuāng) in der Präfektur Takao. Nach der Übernahme der Insel Taiwan durch die Republik China 1945 wurde aus der Präfektur der Landkreis Kaohsiung und Shanlin zu einer ‚Landgemeinde‘ (鄉,  Xiāng). Am 25. Dezember 2010 wurde der Landkreis in die Stadt Kaohsiung eingegliedert und Shanlin wurde zu einem Stadtbezirk (區,  Qū) von Kaohsiung.

## Bevölkerung
Ende 2017 gehörten 61 Personen den indigenen Völkern Taiwans an (ca. 0,4 %). Der Anteil von Hakka lag bei etwa 60 %.
| Gliederung Shanlins |
|                     |

## Verwaltungsgliederung
Shanlin ist in 8 Ortsteile (里, Li) weiter untergliedert:
1 Muzi (木梓里)

2 Jilai (集來里)

3 Shanlin (杉林里)

4 Xinzhuang (新庄里)

5 Shangping (上平里)

6 Da’ai (大愛里)

7 Yuemei (月眉里,  Yuèméi lǐ)

8 Yuemei (月美里,  Yuèměi lǐ)

## Wirtschaft
Die Wirtschaft ist durch die Landwirtschaft geprägt. Ein überregional bekanntes Produkt sind Papayas.

## Verkehr
Weitgehend parallel zum Lauf des Nanzixian verläuft von Nord nach Süd die Provinzstraße 29, die im Süden nach Westen, Richtung Beimen abbiegt und das Flusstal überquert. Zuvor zweigt sich die Kreisstraße 181 ab, die weiter nach Süden führt.

## Sehenswürdigkeiten, Tourismus
Die 1935, zur japanischen Zeit erbaute Yuemei-Brücke (月眉橋,  Yuèméi qiáo), eine 230 m lange Brücke über das Tal des Nanzixian war zu ihrer Zeit die längste in Stahlbetonbauweise errichtete Brücke Südostasiens. Der Baishuiquan-Wasserfall (白水泉瀑布,  Báishuǐquán pùbù, ), entstand durch Wasserbaumaßnahmen, um Überschwemmungen der Siedlungen zu vermeiden und das Wasser aus dem Bergland direkt in den Nanzixian zu leiten. Der Wasserfall führt nur während der Regenzeit von Mai bis Oktober Wasser.